# Albert Varrentrapp

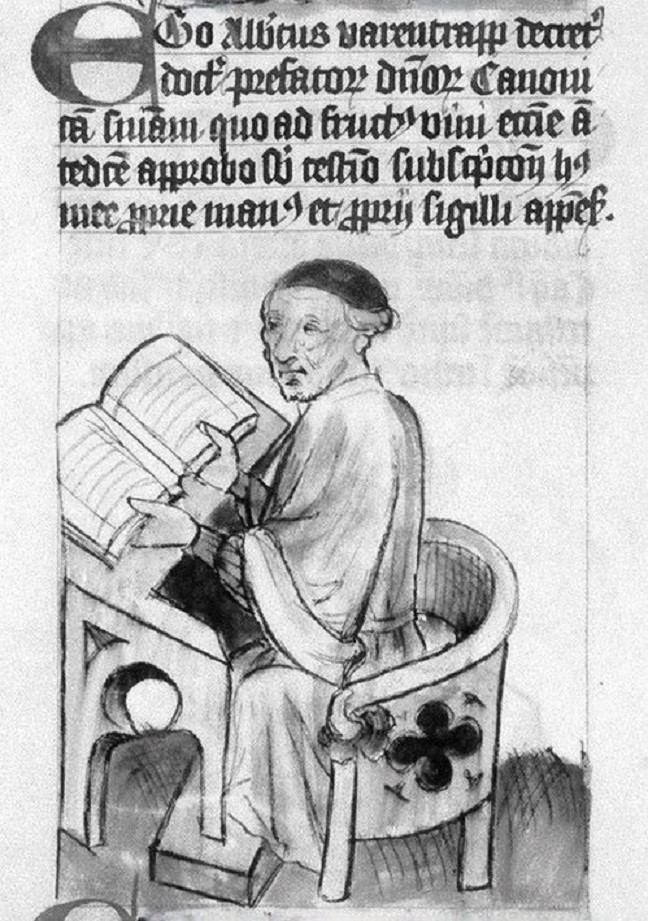
Buchmalerei: Albert Varrentrapp am Schreibpult im Jahr 1426

Albert Varrentrapp, auch Albertus dictus Varentrap (* 1375 auf Gut Fahrentrappe in Elfringhausen bei Hattingen, Nordrhein-Westfalen; † 1438 wohl in Köln) war ein römisch-katholischer Kanonist, der an den Universitäten Prag, Leipzig und Köln wirkte.

## Herkunft
„Die Familie Varrentrapp entstammte einem alten freien westfälischen Bauerngeschlecht, das an dem schon 837 urkundlich vorkommenden Bache Farnthrapa ein Gehöft »auf der Varrentrapp« in der Nähe von Herzkamp besaß. Ein Zweig der Familie Varrentrapp blühte bis 1730 auf dem Gute Varrentrapp, ein anderer nahm seit 1622 seinen Aufenthalt in der Stadt Hattingen und war noch 1714, oder wenn man die Frankfurter Abzweigung mitrechnet, bis 1775 dort begütert. Von dem Hattinger Zweige der Familie erwarben 1681 Konrad und 1685 sein Bruder Heinrich Abraham Varrentrapp das Bürgerrecht in Frankfurt a. M., wo die Nachkommenschaft Heinrich Abraham Varrentrapps in einem Zweige noch heute lebt.“

## Werdegang
Albert Varrentrapp wurde vermutlich zunächst an der Lateinschule in Hattingen unterrichtet und studierte dann an der Universität Prag, wo er 1400 in den artes liberales das Bakkalaureat und 1402 den Grad eines Magister artium erlangte. Er war bis 1409 in Prag tätig, zuletzt als Doctor decretorum, als er in Folge der religiösen und politischen Streitigkeiten im Zusammenhang mit Johannes Hus wegen der Kirchenreform und der Tschechisierung der bislang deutschen Universität als Dekan abgesetzt wurde.
Von 1409 bis 1423 war er als Magister an der Artistenfakultät und an der Juristenfakultät der von Friedrich dem Streitbaren gegründeten Universität Leipzig tätig. 1423 wird er als „canonicus“, also als Mitglied des Lütticher Domkapitels und als Doktor der geistlichen Rechte in die Matrikel der Universität Köln eingetragen. In einem Gutachten das über ihn 1424 abgefasst wurde, ist er als „longus macer 50 annorum secularis“ beschrieben, als „ein langer und dürrer Mann im Alter von 50 Jahren“. Von 1423 bis 1437 übte er diverse geistliche Funktionen im Erzbistum Köln aus.

## Konstanzer Konzil
Seit 1415 vertrat er zusammen mit Johannes Otto von Münsterberg und Petrus Storch die Universität Leipzig auf dem Konzil von Konstanz, wo er 1417 als Familiare und 1420 als Sekretär König Sigismunds (ab 1433 Römisch-deutscher Kaiser) genannt wurde. Am 25. November 1420 gab ihm der König ein Procuratorium in Czaslau und am 14. Dezember 1420 ein Dienstbrief (Dekret) in Kuttenberg. Während des Konzils führte Albert Varrentrapp im Auftrag des Königs Verhandlungen mit dem in Konstanz neu gewählten Papst Martin V.

## Wappenverleihung

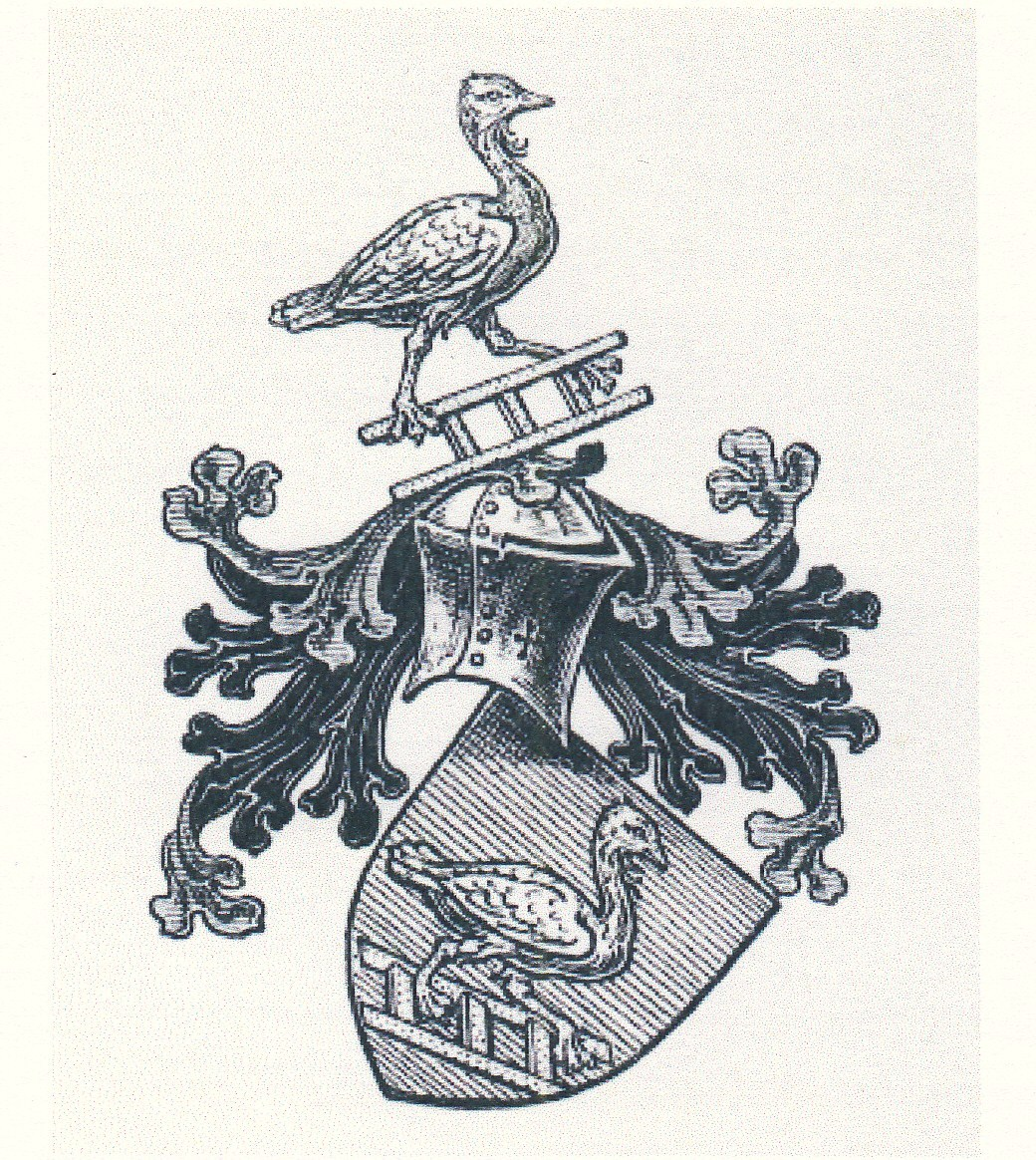
Wappen von Albert und Heinrich Varrentrapp vom 4. August 1417

Am 4. August 1417 verlieh König Sigismund Albert Varrentrapp als „magister in artibus et baccalaureus in decretis“ und dessen Bruder Heinrich Varrentrapp, Besitzer des Hofes Varrentrappe in der Bauerschaft Elfringhausen, ein Wappen. Albert scheint demzufolge bei Sigismund sehr beliebt gewesen zu sein, weil damals eine Wappenverleihung an bürgerliche Familien noch äußerst selten vorkam. Vom Namen ausgehend enthielt es als Zeichen eine silberne Trappe mit einer goldenen, dreisprossigen Leiter, die der Vogel in seinen Krallen hält. Der Wappenbrief in lateinischer Sprache, lautet in der Übersetzung: „Ebenso ist im Jahre des Herrn 1417, am 4. Tage des Monats August, ein Wappen geben worden dem ehrenwerten Albert Varentrappe, Magister in den Künsten und Baccalaureus in den geistlichen Räten, Kanonikus der Kirchen von Prag und Lüttich, unserem treuen Freund, und dem geliebten Heinrich Varentrappe, dem Bruder desselben: Nämlich in einem Rundschild von makellos himmel- oder azurblauer Farbe ein Vogel, volkstümlich TRAPP genannt, von silberner bzw. weißer Farbe im oberen Teil; er hat blaugrüne Krallen und hält und umklammert damit eine Steige mit drei seitlich gezogenen Linien von ähnlicher Farbe im unteren Teil. Auf der Wölbung aber dieses Schildes, wie zu einer Schlacht, befindet sich das Bild eines Metall- oder Lederhelmes, bedeckt mit dem Schutz einer azur- oder himmelblauen Farbe von aussen, von innen aber in schwarzer Farbe in der Art eines unterirdischen Gewölbes, mit nach vorn und nach hinten hängenden Locken die sich von einem Punkt aus nach allen Seiten verteilen, ausgeschmückt. Auf der Spitze dieses Metall- oder Lederhelmes befindet sich als Helmbusch die Gestalt des vorgenannten Vogels mit gespreizten Krallen, der ähnlich wie im Rundschild, eine Steige hält zwischen den drei vorher genannten seitlich gezogenen Linien, in schwachem Azurblau geschmückt. Verliehen durch Friedrich, Markgraf über die Mark Brandenburg.“ Der Wappenbrief befindet sich heute im Bestand des Österreichischen Staatsarchivs in Wien.

## Konzil von Basel
Albert Varrentrapp vertrat von 1433 bis 1435 die Kölner Kirche beim Konzil von Basel. Von hier reiste er zwischenzeitlich auch einmal als Sachverständiger der juristischen Fakultät Köln im Auftrag des Erzbischofs Dietrich II. von Moers nach Rom.

## Nachleben
Sein Testament schrieb Albert Varrentrapp im Jahre 1438. In ihm vermachte er feierlich ein großes Legat an Büchern der Juristenfakultät an der Universität Köln. Albert Varrentrapps Nekrolog wurde am 30. September 1438 verfasst. E. Bömer bezeichnet Varrentrapp in seiner Untersuchung über Die geistige Struktur der Bevölkerung im Ennepe-Ruhr-Kreis den Geistlichen als „eine Persönlichkeit von europäischem Ausmaß“.